# IF Verdandi
IF Verdandi ist ein schwedischer Fußballverein aus Eskilstuna. Die mittlerweile im unterklassigen Amateurbereich antretende Mannschaft spielte in den 1940er Jahren drei Spielzeiten in der zweithöchsten Spielklasse.

## Geschichte
1900 gegründet, spielten die Fußballer des IF Verdandi zu Beginn im unteren Ligabereich. 1930 stiegen sie in die dritte Liga auf, wo sie gegen den Abstieg spielten und 1934 gemeinsam mit Köpings IS in die Viertklassigkeit abstiegen. Nach dem direkten Wiederaufstieg kämpfte der Klub zunächst erneut gegen den Wiederabstieg, ehe er sich ab 1940 in den Aufstiegskampf zur zweiten Liga einschaltete. 1941 Tabellenzweiter hinter dem Lokalrivalen IK City errang die Mannschaft im folgenden Jahr den Staffelsieg und setzte sich gegen Västerås IK in den Aufstiegsspielen durch.
In der ersten Zweitligaspielzeit platzierte sich IF Verdandi punkt- und torgleich gemeinsam mit IK Sleipner auf dem sechsten Tabellenrang. Im folgenden Jahr ebenfalls im hinteren Mittelfeld seiner Zweitligastaffel platziert, stieg der Klub nach nur drei Saisonniederlagen gemeinsam mit Nyköpings AIK aus der Liga ab. Als Absteiger verpasste die Mannschaft als Tabellenzweiter den direkten Wiederaufstieg nur knapp, im folgenden Jahr war aufgrund einer Ligareform, bei der die Anzahl der Drittligastaffeln reduziert wurde, trotz des Staffelsiegs der Aufstieg verwehrt. Nach zwei Spielzeiten im mittleren Tabellenbereich stieg der Klub 1950 abermals in die vierte Liga ab.
Lange Zeit spielte IF Verdandi im unteren Ligabereich. 1965 kehrte der Klub für eine Spielzeit in die dritte Liga zurück, stieg aber direkt wieder ab. Es dauerte bis 1971, ehe die Mannschaft als Staffelsieger erneut aufs dritte Spielniveau zurückkehrte. Dieses Mal hielt sie anfangs sich im mittleren Tabellenbereich in der Liga, bis sie ab der Mitte des Jahrzehnts kurzzeitig am Aufstiegsrennen zur zweiten Liga partizipierte. Nach zweiten Plätzen hinter Motala AIF respektive Vasalunds IF in den Spielzeiten 1975 und 1976 sowie hinter Högalids IF 1978 rutschte der Klub wieder ab und beendete die Spielzeit 1980 auf einem Abstiegsplatz. Nach dem Wiederaufstieg 1983 überstand der Klub drei Jahre später eine Ligareform in der Drittklassigkeit, stieg aber 1988 erneut ab. Bis 1992 noch viertklassig, stürzte die Mannschaft in der Folge in den unterklassigen Amateurbereich ab.
Zeitweise hatte IF Verdandi eine Bandymannschaft, die in den 1930er und 1940er Jahren mehrfach in der höchsten Spielklasse antrat.
Die nicht mehr bestehende Eishockeyabteilung des Vereins nahm in den Spielzeiten 1940 und 1941 jeweils an der damals noch in Pokalform ausgetragenen schwedischen Meisterschaft teil, kam jedoch nicht über die zweite Runde hinaus. 